# MENA

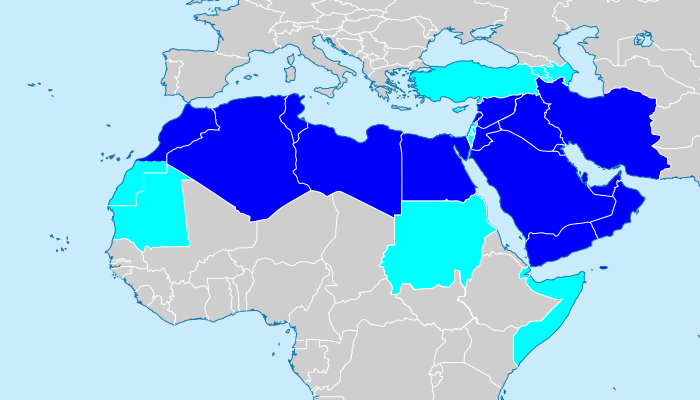
MENA諸国とされる諸国
MENA諸国とされることがある国、地域

MENA（ミーナ、アラビア語: الشرق الأوسط وشمال أفريقيا）とは、中東と北アフリカを合わせた地域。「Middle East（中東）」と「North Africa（北アフリカ）」の頭文字から「MENA」と呼ばれる。類義語にWANA（西アジアと北アフリカ）がある。

## 定義
MENAには、標準的なはっきりとした定義はなく、諸機関がそれぞれ異なる領域を設定している。通常、MENAに含まれる諸国・地域は以下の通りである。紛争地域、国際的承認が限定的な地域にはダガー (†) を付してある。

| - アラブ首長国連邦 - アルジェリア - イエメン - インドネシア - イラク | - イラン - エジプト - オマーン - カタール - クウェート | - サウジアラビア - シリア - チュニジア - 西サハラ † - バーレーン | - パレスチナ † - モロッコ - ヨルダン - リビア - レバノン |

MENAをより広めに定義した場合には、以下の諸国が含まれることがある。

| - アゼルバイジャン - アルメニア - キプロス | - ジョージア - ジブチ - ソマリア | - スーダン - トルコ - マルタ |  |

## 経済
このような中東や北アフリカの経済発展の要因にはオイルマネーの存在がある。2024年現在、12のOPEC加盟国のうち7か国がMENA地域内にある。